# Брутто-тоннаж
Бру́тто-тонна́ж, валови́й тонна́ж (англ. gross tonnage, скорочено GT) — нелінійна міра загального внутрішнього об'єму судна. Поряд з нетто-тоннажем, один з прийнятих зараз методів вимірювання тоннажу суден. Його слід відрізняти від брутто-реєстрового тоннажу, що вимірюється в реєстрових тоннах.

## Історія
Міжнародна конвенція з вимірювання тоннажу кораблів (англ. The International Convention on Tonnage Measurement of Ships, 1969) прийнята ММО в 1969 році. Конвенція приписувала перехід від колишніх вимірювань брутто-реєстрового й нетто-реєстрового тоннажу до брутто- й нетто-тоннажу. То була перша успішна спроба впровадження всесвітньої системи вимірювання тоннажу.
Раніше використовувалися різноманітні методи обчислення тоннажу торгових суден, але розбіжності викликали незручності, внаслідок чого виникла потреба в міжнародній системі. Один з таких ранніх методів розроблений у 1854 р. Джорджем Мурсомом з британської Торгової палати.
Правила визначення тоннажу застосовні до всіх суден, побудованих після 18 липня 1982 р. включно. Суднам, побудованим до цієї дати, було приписане протягом 12 років перейти з колишнього брутто-реєстрового тоннажу (GRT) на брутто-тоннаж (GT) і нетто-тоннаж (NT). Перехідний період був покликаний надати судновласникам час пристосуватися до нових правил економічно, бо на основі тоннажу засновуються правила комплектування і безпеки суден. Крім того, він також є основою для обчислення реєстраційних і портових зборів. Однією з цілей конвенції було забезпечення того, щоб виміряні по-новому тоннажі «не надто відрізнялися» від традиційних брутто-реєстрового й нетто-реєстрового.
Брутто- і нетто-тоннаж обчислюються на основі вимірювань об'єму й застосування математичної формули. Брутто-тоннаж заснований на «теоретичному об'ємі всіх закритих просторів корабля» (the moulded volume of all enclosed spaces of the ship), нетто-тоннаж — на «теоретичному об'ємі всіх вантажних просторів корабля» (the moulded volume of all cargo spaces of the ship). Також, нетто-тоннаж не повинен бути менше брутто-тоннажу на більш ніж 30 %.

## Обчислення
Обчислення брутто-тоннажу визначено в Положенні 3 Додатка 1 до Міжнародної конвенції з вимірювання тоннажу кораблів 1969 року. Воно засноване на двох змінних і є зростаючою ін'єктивною функцією об'єму корабля:
- V — загальний об'єм корабля в кубічних метрах (м³), та
- K — множник, заснований на об'ємі корабля.

Значення множника K розрізнюється відповідно до загального об'єму корабля (в кубічних метрах) і застосовується як коефіцієнт посилення у визначенні значення брутто-тоннажу. Множник K тим більший, чим більше судно. Обчислюється за формулою, що використовує звичайний десятковий логарифм:
{\displaystyle K=0.2+0.02\times \log _{10}(V)\,}
Коли V and K знайдені, брутто-тоннаж (GT) обчислюється за такою формулою, де GT є функцією V:
{\displaystyle GT=V\times K\,}
або шляхом підстановки:
{\displaystyle GT=V\times (0.2+0.02\times \log _{10}(V))}
Слід звернути увагу на те, що одиниці брутто-тоннажу, хоча й виводяться з одиниць об'єму, не мають фізичного значення (на відміну від реєстрових тонн брутто-реєстрового тоннажу, що позначають об'єм).
Зворотне обчислення об'єму на основі значення брутто-тоннажу є досить складним. Для отримання наближеного значення об'єму за відомим брутто-тоннажем можна використати метод Ньютона. Точна формула:
{\displaystyle V={\frac {50\times \ln 10\times GT}{W(5\times 10^{14}\times \ln 10\times GT)}}}
де {\displaystyle ln} — натуральний логарифм, а {\displaystyle W} — W-функція Ламберта.
| Брутто-тоннаж | Об'єм (м³) | Співвідношення (1/K) |
| ------------- | ---------- | -------------------- |
| 0.2           | 1          | 5                    |
| 2.2           | 10         | 4.545                |
| 24            | 100        | 4.167                |
| 260           | 1 000      | 3.846                |
| 2800          | 10 000     | 3.571                |
| 30000         | 100 000    | 3.333                |
| 320000        | 1 000 000  | 3.125                |